# Haroldo Rodas
Haroldo Rodas Melgar (Città del Guatemala, 29 maggio 1946 – Città del Guatemala, 14 giugno 2020) è stato un politico ed economista guatemalteco.

## Biografia
Dopo la laurea conseguì un master in economia internazionale presso il Graduate Institute of International Studies di Ginevra.
Fu segretario generale del Segretariato per l'integrazione economica centroamericana (SIECA) dall'aprile 1995. Inoltre ricoprì posizioni presso il Programma di sviluppo delle Nazioni Unite, la Banca interamericana di sviluppo, l'Unione dei paesi esportatori di banane, l'Organizzazione degli Stati americani.
Fu ministro degli esteri durante l'amministrazione del presidente Álvaro Colom, dal 14 gennaio 2008 al 14 gennaio 2012. In precedenza era stato viceministro degli esteri dal 1º gennaio 1991 al 30 giugno 1992.
Rodas è morto nel giugno del 2020 all'età di 74 anni, per complicazioni da COVID-19.